# Živinice
Živinice – miasto w Bośni i Hercegowinie, w Federacji Bośni i Hercegowiny, w kantonie tuzlańskim, siedziba miasta Živinice. W 2013 roku liczyło 16 157 mieszkańców, z czego większość stanowili Boszniacy.